# Mary Eliza Mahoney
Mary Eliza Mahoney (7 mai 1845 - 4 janvier 1926) est la première Afro-américaine à étudier et à travailler comme infirmière professionnelle aux États-Unis. En 1879, elle a été la première Afro-Américaine diplômée d'une école américaine d'infirmières.
En 1908, Martha Minerva Franklin et Adah B. Thoms, deux collègues de Mahoney, se rencontrent à New York et décident de fonder la National Association of Colored Graduate Nurses (en) (NACGN) (en français, Association nationale des infirmières diplômées de couleur). Mahoney travaille sans relâche avec elles en tant que co-contributrice de l'association, améliorant l'accès aux pratiques éducatives et infirmières. Cette organisation tente d'élever les normes et la vie quotidienne des infirmières afro-américaines. Le NACGN aura une influence significative sur l'élimination de la discrimination raciale dans la profession d'infirmière diplômée. Une augmentation du nombre de femmes noires dans les plateformes médicales notables et la fusion du NACGN avec l'American Nurses Association (Association des infirmières américaines) entraîneront la dissolution de l'organisation en 1951.
Mahoney reçoit de nombreux hommages et récompenses pour son travail de pionnière. Elle est intronisée au Temple de la renommée de l'American Nurses Association en 1976 et au Temple de la renommée nationale des femmes des États-Unis en 1993.

## Biographie

### Jeunesse et éducation
Mary Eliza Mahoney naît en 1845 à Dorchester, dans le Massachusetts. Ses parents sont d'anciens esclaves, originaires de Caroline du Nord, qui ont déménagé vers le nord avant la guerre de Sécession à la recherche d'une vie comportant moins de discrimination raciale. Mahoney est l'aînée de deux enfants ; avec un frère ou une sœur mort très tôt dans son enfance. À un jeune âge, Mahoney est une fervente pratiquante baptiste qui va fréquemment la People's Baptist Church (Église baptiste du peuple) à Roxbury. Mahoney est admise à la Phillips School, l'une des premières écoles intégrées de Boston, à l'âge de 10 ans et y restera de la première à la quatrième année. La Phillips School est alors connue pour enseigner à ses étudiants la valeur de la morale et de l'humanité, ainsi que des matières générales telles que l'anglais, l'histoire, l'arithmétique, etc. Cette instruction a pu influencer l'intérêt précoce de Mahoney pour les soins infirmiers.
Mahoney sait très tôt qu'elle veut devenir infirmière ; peut-être parce qu'elle a vu l'émergence immédiate d'infirmières pendant la guerre de Sécession. Les femmes noires du XIXe siècle ont souvent eu du mal à devenir des infirmières qualifiées et autorisées. Les écoles d'infirmières du Sud rejetaient les candidatures des femmes afro-américaines, tandis que dans le Nord, malgré des opportunités encore très limitées, les Afro-Américaines avaient plus de chances d'être acceptées dans les programmes de formation et d'études supérieures. Dès la création du New England Hospital for Women and Children (en) (NEHWC) (Hôpital pour femmes et enfants de la Nouvelle-Angleterre), alors qu'elle a 18 ans, Mahoney a commence à s'intéresser aux soins infirmiers. Le NEHWC est la première institution à offrir un programme permettant aux femmes de travailler pour entrer dans l'industrie de la santé, alors principalement dirigée par des hommes. En 1878, alors qu'elle a 33 ans, Mahoney est admise dans un programme de 16 mois au NEHWC (devenu le Dimock Community Health Centre), aux côtés de 39 autres étudiants. Sa sœur, Ellen Mahoney, décide de suivre le même programme de soins infirmiers, mais ne réussira pas à obtenir son diplôme. Les critères utilisés par l'hôpital lors du choix des étudiants pour le programme soulignent que les 40 candidats doivent être « en bonne santé et forts, âgés entre 21 et 31 ans, et doivent avoir une bonne réputation quant à leur caractère et leur tempérament ». Sur une classe de 40 étudiants, Mahoney et deux femmes blanches sont les seules à obtenir leur diplôme. Il est présumé que l'administration a accepté Mahoney, bien qu'elle ne remplisse pas les critères d'âge, en raison de son lien avec l'hôpital par le biais d'un travail antérieur en tant que cuisinière, femme de ménage et blanchisseuse à l'âge de 18 ans. Mahoney a travaillé près de 16 heures par jour pendant les 15 années où elle a été ouvrière.
La formation de Mahoney l'oblige à passer au moins un an dans les différents services de l'hôpital pour acquérir des connaissances universelles en soins infirmiers. Le programme est intensif et consiste en de longues journées avec un travail de 5 h 30 à 21 h 30, l'assistance à des conférences et à des leçons pour bénéficier de l'instruction des médecins du service. Ces cours magistraux de 12 heures concernent les soins infirmiers dans les familles, les sujets physiologiques, l'alimentation des malades, les soins infirmiers chirurgicaux, les soins infirmiers des enfants alités, la désinfection, et les soins infirmiers généraux. En dehors des cours, les étudiants apprennent de nombreuses procédures importantes telles que la prise des signes vitaux et le bandage. De plus, Mahoney travaille pendant plusieurs mois comme infirmière privée. Le programme de soins infirmiers permet aux étudiants de gagner un salaire hebdomadaire, allant de 1 à 4 dollars, après leurs deux premières semaines de travail. De nombreuses infirmières ne considèrent pas le salaire hebdomadaire important, car nombre d'entre elles éprouvent des difficultés financières et remettent donc 25 % de leur salaire pour une aide financière à l'hôpital. Les trois quarts du programme consistent en faire travailler les infirmières dans un service de chirurgie, de maternité ou de médecine auprès de six patients dont elles sont responsables. Les deux derniers mois du vaste programme de 16 mois obligent les infirmières à utiliser leurs nouvelles connaissances et compétences dans des environnements auxquels elles ne sont pas habituées, comme les hôpitaux ou des maisons familiales privées. Après avoir rempli ces conditions, Mahoney obtient son diplôme d'infirmière autorisée en 1879, aux côtés de 3 autres collègues : elle est aussi la première femme noire à le faire aux États-Unis.

### Carrière
Après avoir obtenu son diplôme d'infirmière, Mahoney travaille pendant de nombreuses années comme infirmière privée, acquérant une bonne réputation. Elle travaille pour des familles riches à prédominance blanche. La majorité de son travail concerne les nouvelles mères et les nouveau-nés, et est effectuée dans le New Jersey, avec des voyages occasionnels dans d'autres États. Pendant les premières années de ce travail, les infirmières afro-américaines sont souvent traitées comme si elles étaient des domestiques plutôt que des infirmières professionnelles. Mahoney souligne sa préférence pour dîner seule dans la cuisine, évitant de manger avec les employés de maison, afin de distinguer davantage les professions. Mahoney vit seule dans un appartement à Roxbury où elle passe du temps à lire et à se détendre, tout en assistant aux activités de l'église avec sa sœur. Les familles employant Mahoney louent son efficacité dans sa profession d'infirmière. Le professionnalisme de Mahoney a contribué à élever le statut et la valeur de toutes les infirmières, en particulier celles appartenant à des minorités. Mahoney est également connue pour ses compétences et sa préparation. Alors que la réputation de Mahoney se répand rapidement, elle reçoit des demandes d'infirmières en service privé de la part de patients dans les États du nord et de la côte sud-est.
Parmi les nombreux objectifs que Mahoney avait espéré atteindre, l'un d'eux était de changer la façon dont les patients et les familles considéraient les infirmières issues des minorités. Mahoney voulait abolir toute discrimination dans le domaine des soins infirmiers. Étant afro-américaine dans une société à prédominance blanche, elle a souvent été victime de discrimination en tant que femme afro-américaine. Dans le Massachusetts en particulier, il était difficile pour les infirmières afro-américaines de trouver du travail après l'obtention de leur diplôme en raison des limitations de travailler dans des foyers afro-américains ou de travailler dans des foyers blancs ayant des employés afro-américains à domicile. Elle croyait dans le fait que tout le monde devrait avoir la possibilité de poursuivre ses rêves sans discrimination raciale. Il est possible que Fredrick Douglass (1817 ou 1818-1895), un éminent abolitionniste afro-américain et ex-esclave de l'époque, aie été un lointain parent de Mahoney, et qu'il est devenu l'une des influences pour sa participation active contre les répercussions de l'esclavage et de la discrimination raciale contre les minorités aux États-Unis.
De 1911 à 1912, Mahoney est directrice du Howard Colored Orphan Asylum (Asile Howard pour orphelins de couleurs) à Kings Park, sur Long Island, à New York,. L'asile sert de foyer aux enfants de couleur libérés de l'esclavage et aux personnes âgées de couleur. Cette institution est dirigée par des Afro-Américains. Mary Eliza Mahoney y termine sa carrière, aidant les gens et utilisant ses connaissances comme elle sait le faire.
En 1896, Mahoney devient l'un des membres originaux de l'Association des infirmières et infirmiers associés des États-Unis et du Canada (NAAUSC), qui deviendra plus tard l'American Nurses Association (ANA). Au début des années 1900, la NAAUSC n'accepte pas les infirmières afro-américaines. En réponse, Mahoney cofonde une nouvelle association d'infirmières plus accueillante, avec l'aide de Martha Minerva Franklin (en) et Adah B. Thoms. En 1908, elle devient cofondatrice de la National Association of Colored Graduate Nurses (NACGN). Cette association ne discrimine personne et vise à soutenir et à rendre hommage aux réalisations de toutes les infirmières exceptionnelles, ainsi qu'à éliminer la discrimination raciale dans la communauté infirmière. L'association s'efforce aussi de commémorer les infirmières issues des minorités quant à leurs réalisations dans le domaine des soins infirmiers. En 1909, Mahoney prend la parole lors de la première convention annuelle du NACGN, ce qui devient la première fois que Martha Minerva Franklin et Adah Belle Samuels Thoms rencontrent Mahoney en personne. Le NACGN lutte à ses débuts avec seulement 26 infirmières participant à leur premier congrès national. Dans son discours, Mahoney reconnaît les inégalités lors de sa formation en soins infirmiers et dans la formation en soins infirmiers de l'époque. Les membres du NACGN donnent à Mahoney une adhésion à vie à l'association et un poste d'aumônière de l'organisation.

### Vieillesse et mort
À la retraite, Mahoney est toujours préoccupée par l'égalité femmes-hommes et est une fervente partisane du suffrage féminin. Elle participe activement au progrès des droits civiques aux États-Unis. En 1920, après l'obtention du suffrage féminin aux États-Unis, Mahoney est parmi les premières femmes de Boston à s'inscrire pour voter.
En 1923, Mahoney reçoit un diagnostic de cancer du sein et lutte contre la maladie durant 3 ans, jusqu'à sa mort le 4 janvier 1926, à l'âge de 80 ans. Sa tombe est située au cimetière de Woodlawn à Everett, dans le Massachusetts,. En 1968, Helen Sullivan Miller, récipiendaire de la médaille Mary E. Mahoney, a dirigé une campagne visant à faire établir un véritable monument à son emplacement.

## Hommages et récompenses
En reconnaissance de son exemple exceptionnel pour toutes les infirmières, le NACGN crée le prix Mary Mahoney en 1936. Lorsque le NACGN fusionne avec l'American Nurses Association (ANA) en 1951, le prix est maintenu. Aujourd'hui, le prix Mary Mahoney  est décerné tous les deux ans par l'ANA en reconnaissance de contributions importantes à l'avancement de l'égalité des chances en soins infirmiers pour les membres issus des groupes minoritaires.
Mahoney est intronisée au Temple de la renommée de l'American Nurses Association en 1976, Elle est intronisée au Temple de la renommée nationale des femmes des États-Unis en 1993,.
D'autres honneurs la concernant incluent :
- le Centre de santé Mary Mahoney Memorial, Oklahoma City
- la série de conférences Mary Mahoney, à l'Université du nord-ouest de l'Indiana[24]
- l'Hommage à Mary Eliza Mahoney, la première infirmière afro-américaine professionnellement formée aux États-Unis, une résolution de la Chambre des représentants du Congrès américain : April 2006 H.CON. RES.386[25]
- le Centre de dialyse Mary Eliza Mahoney, qui est aussi une étape du Boston Women's Heritage Trail[26] (une série de visites pédestres à Boston).